# Aqib Talib
(en) Statistiques sur pro-football-reference
Aqib Talib, né le 13 février 1986 à Cleveland (Ohio), est un joueur professionnel américain de football américain qui a évolué pendant 13 saisons (2008-2020) dans la National Football League (NFL) au poste de cornerback.
Au niveau universitaire, il a joué pour les Jayhawks de l'université du Kansas où il sera désigné joueur All-American avant d'être sélmetionné par les Buccaneers de Tampay Bay lors de la draft 2008 de la NFL. Il joue ensuite pour les Patriots de la Nouvelle-Angleterre, les Broncos de Denver et les Rams de Los Angeles. Avec ces derniers, il reporte le Super Bowl 50.
En 2020, il fait ses débuts sur la Fox en tant qu'analyste de la NFL.

## Biographie
Étudiant à l'Université du Kansas, il a joué pour les Jayhawks du Kansas. Il est nommé MVP de l'Orange Bowl 2008.
Il est sélectionné en 20e position lors du premier tour de la draft 2008 de la NFL par les Buccaneers de Tampa Bay.
Au cours de la saison 2012, Talib est échangé par les Bucs aux Patriots de la Nouvelle-Angleterre en échange d'un choix de quatrième tour de la draft 2013. Après la fin de la saison, il signe un nouveau contrat d'un an avec les Patriots pour cinq millions de dollars.
En 2014, il signe avec les Broncos de Denver un contrat de six ans pour 57 millions de dollars dont 26 millions garantis. Après avoir remporté le Super Bowl 50 avec les Broncos, il manque la traditionnelle visite à la Maison-Blanche après s'être tiré une balle d'arme à feu dans la jambe droite.
Après la saison 2017, Talib est échangé par les Broncos aux Rams de Los Angeles en échange d'un choix de cinquième tour de draft,.
Ensuite, il est échangé au début de la saison 2019 par les Rams de Los Angeles aux Dolphins de Miami, le 29 octobre 2019. Il n'était cependant pas prévu qu'il joue un grand nombre de match, le cornerback étant blessé, avec un retour prévu en semaine 15 (sur 17).
Enfin, il met un terme à sa carrière dès le début de la saison 2020, le 9 septembre 2020.
Après sa carrière en tant que joueur, il devient en 2020, commentateur sportif pour la Fox Sports. Il devait rejoindre l'équipe de diffusion du « Thursday Night Football » pour Amazon Prime Video, mais quitte son poste en raison de difficultés juridiques personnelles,.

## Statistiques
| Année                  | Équipe                             | MJ  |                      | Plaquages            | Plaquages            | Plaquages            | Plaquages |       | Interceptions | Interceptions | Interceptions | Interceptions |  | Fumbles | Fumbles |
| Année                  | Équipe                             | MJ  | Total                | Seul                 | Ast.                 | Sacks                | Nb.       | Yards | Déf.          | TD            | Nb.           | Rec.          |  |         |         |
| 2008                   | Buccaneers de Tampa Bay            | 15  | 20                   | 14                   | 6                    | 0                    | 4         | 32    | 9             | 0             | 0             | 0             |  |         |         |
| 2009                   | Buccaneers de Tampa Bay            | 15  | 64                   | 56                   | 8                    | 0                    | 5         | 99    | 15            | 0             | 0             | 1             |  |         |         |
| 2010                   | Buccaneers de Tampa Bay            | 11  | 39                   | 38                   | 1                    | 0                    | 6         | 91    | 11            | 1             | 0             | 0             |  |         |         |
| 2011                   | Buccaneers de Tampa Bay            | 13  | 35                   | 31                   | 4                    | 0                    | 2         | 55    | 11            | 2             | 1             | 0             |  |         |         |
| 2012                   | Buccaneers / Patriots              | 10  | 40                   | 33                   | 7                    | 0                    | 2         | 59    | 10            | 1             | 0             | 1             |  |         |         |
| 2013                   | Patriots de la Nouvelle-Angleterre | 13  | 46                   | 38                   | 8                    | 0                    | 4         | 23    | 14            | 0             | 1             | 1             |  |         |         |
| 2014                   | Broncos de Denver                  | 15  | 67                   | 58                   | 9                    | 1                    | 4         | 62    | 16            | 2             | 1             | 0             |  |         |         |
| 2015                   | Broncos de Denver                  | 15  | 45                   | 39                   | 6                    | 0                    | 3         | 123   | 13            | 2             | 0             | 0             |  |         |         |
| 2016                   | Broncos de Denver                  | 13  | 43                   | 32                   | 11                   | 0                    | 3         | 86    | 12            | 1             | 0             | 0             |  |         |         |
| 2017                   | Broncos de Denver                  | 15  | 31                   | 23                   | 8                    | 0                    | 1         | 103   | 7             | 1             | 1             | 0             |  |         |         |
| 2018                   | Rams de Los Angeles                | 8   | 23                   | 18                   | 5                    | 0                    | 1         | 30    | 5             | 0             | 1             | 1             |  |         |         |
| 2019                   | Rams de Los Angeles                | 5   | 14                   | 7                    | 7                    | 0                    | 0         | 0     | 2             | 0             | 0             | 0             |  |         |         |
| 2019                   | Dolphins de Miami                  | 0   | Blessé, n'a pas joué | Blessé, n'a pas joué | Blessé, n'a pas joué | Blessé, n'a pas joué | -         | -     | -             | -             | -             | -             |  |         |         |
| Totaux en carrière NFL | Totaux en carrière NFL             | 148 | 467                  | 387                  | 80                   | 1                    | 35        | 752   | 125           | 10            | 5             | 4             |  |         |         |

| Année                  | Équipe                             | MJ |       | Plaquages | Plaquages | Plaquages | Plaquages |       | Interceptions | Interceptions | Interceptions | Interceptions |  | Fumbles | Fumbles |
| Année                  | Équipe                             | MJ | Total | Seul      | Ast.      | Sacks     | Nb.       | Yards | Déf.          | TD            | Nb.           | Rec.          |  |         |         |
| 2012                   | Patriots de la Nouvelle-Angleterre | 2  | 10    | 9         | 1         | 0         | 0         | 0     | 1             | 0             | 0             | 0             |  |         |         |
| 2013                   | Patriots de la Nouvelle-Angleterre | 2  | 5     | 3         | 2         | 0         | 0         | 0     | 0             | 0             | 0             | 0             |  |         |         |
| 2014                   | Broncos de Denver                  | 1  | 4     | 4         | 0         | 0         | 0         | 0     | 1             | 0             | 0             | 0             |  |         |         |
| 2015                   | Broncos de Denver                  | 3  | 14    | 13        | 1         | 0         | 0         | 0     | 6             | 0             | 0             | 0             |  |         |         |
| 2018                   | Rams de Los Angeles                | 3  | 13    | 11        | 2         | 0         | 0         | 0     | 0             | 0             | 1             | 0             |  |         |         |
| Totaux en carrière NFL | Totaux en carrière NFL             | 11 | 46    | 40        | 6         | 0         | 0         | 0     | 8             | 0             | 1             | 0             |  |         |         |

## Vie privée
Le 26 mars 2016, Talib épouse son amie de sept ans, Gypsy Benitez, lors d'une cérémonie près de Dallas au Texas en présence d'équipiers des Broncos et des Patriots bien que Denver ait battu la Nouvelle-Angleterre en finale de conférence AFC moins de trois mois auparavant. Le couple a deux enfants. Son fils se prénomme Jabril et est le plus jeune, sa fille, Kiara, plus âgée est issue d'une précédente relation à l'université.
Les joueurs favoris de Talib lorsqu'il était enfant étaient Michael Irvin et Deion Sanders.

### Mauvaise conduite
Talib a eu plusieurs problèmes au cours de sa carrière dans la NFL. Lors du symposium des rookies de la NFL en juillet 2008, Talib a été impliqué dans une bagarre avec son coéquipier des Buccaneers, Cory Boyd (en). Tôt le matin du 5 juin 2016, Talib a affirmé avoir reçu une balle dans la jambe alors qu'il se trouvait devant un club de strip-tease de Dallas. Sorti de l'hôpital le même jour[99], l'enquête a démontré que Talib avait menti à la police, puisqu'il s'était tiré une balle dans la jambe et que, bien qu'en état d'ébriété, il ne s'était jamais rendu au club de strip-tease en question.
Le 20 août 2009, Talib est arrêté par la Florida Highway Patrol et incarcéré dans la prison du comté de Pinellas après avoir frappé un chauffeur de taxi et résisté à son arrestation sans violence ni coups et blessures simples
En mars 2011, la police de Garland, au Texas, a émis un mandat d'arrêt contre Talib pour voies de fait graves avec une arme léthale après qu'il a été accusé d'avoir tiré avec une arme à feu sur le petit ami de sa sœur. Il est ensuite libéré après paiement d'une caution de 25 000 $. Inculpé en mai 2011, les accusations sont abandonnées  le 18 juin 2012 en raison de preuves insuffisantes, l'accusé apparaissant peu crédible.
En août 2022, son frère, Yaqub Talib, est recherché par la police de Lancaster (Texas), en vertu d'un mandat émis pour assassinat et après avoir fui la fusillade mortelle ayant entraîné la mort de Michael Hickmon, entraîneur de jeunes footballeurs américains. Après s'est rendu aux autorités deux jours plus tard,,, il est condamné à 37 ans de prison. Les entraîneurs et les officiels du football américain des jeunes avaient eu un désaccord avec lui qui a dégénéré, conduisant Yaqub à tirer sur Hickmon,. Des témoins ont déclaré qu'Aqib Talib avait déclenché la bagarre qui a conduit à cette fusillade mortelle,,.